# Klaus Doldinger

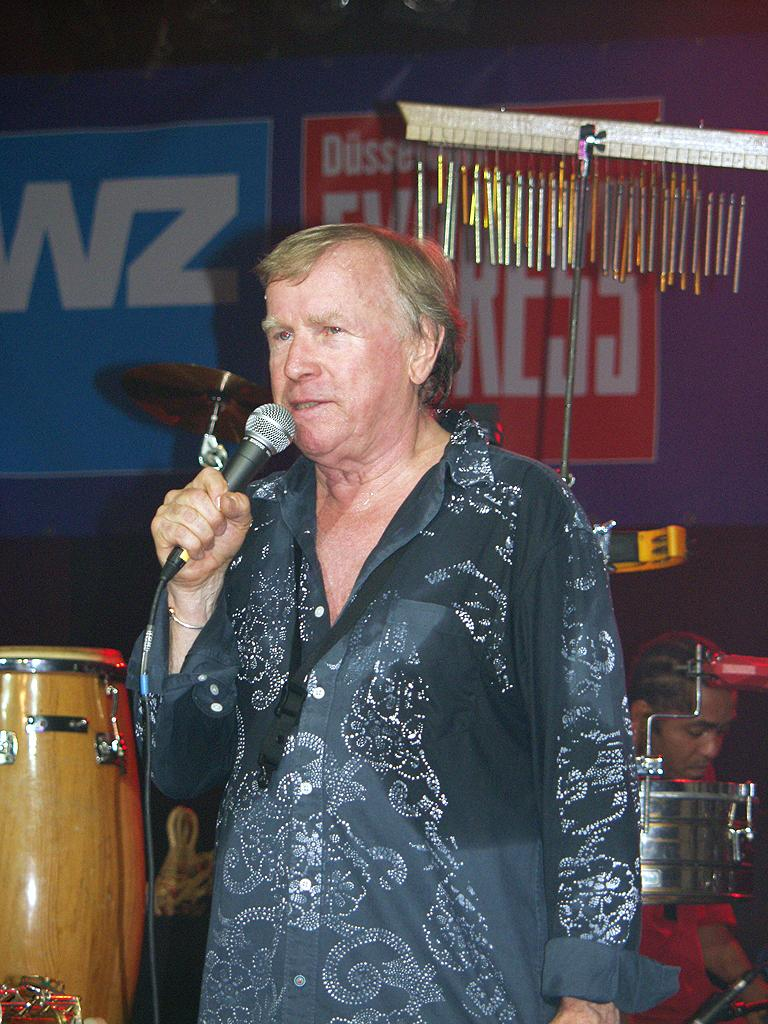
Klaus Doldinger vid Düsseldorfer Jazz-Rallye 2004

Klaus Doldinger, född 12 maj 1936 i Berlin, tysk musiker, saxofonist. Doldinger är framförallt känd som jazzmusiker och kompositör av filmmusik.
Doldinger har bland annat skapat den klassiska filmmusiken till Das Boot (1981), Den oändliga historien, och ledmotivet till en av Tysklands mest populära serier någonsin, Tatort.

## Fotnoter
1. ↑  Discogs, Discogs artist-ID: 41201, läst: 9 oktober 2017.[källa från Wikidata]
2. ↑  filmportal.de, Filmportal-ID: 59ecd1fab3dc47ceb311f8a072a86f47, läst: 9 oktober 2017.[källa från Wikidata]
3. ↑  Brockhaus Enzyklopädie, Brockhaus Enzyklopädie-ID: doldinger-klaus.[källa från Wikidata]
4. ↑  Gemeinsame Normdatei, läst: 10 december 2014.[källa från Wikidata]
5. ↑  Gemeinsame Normdatei, läst: 6 september 2022.[källa från Wikidata]
6. ↑  Bibliothèque nationale de France, läs online, läst: 6 september 2022.[källa från Wikidata]
7. ↑  läs online, paul-lincke.goslar.de , läst: 14 mars 2021.[källa från Wikidata]
8. ↑  läs online, www.stmwi.bayern.de  , läst: 25 juni 2019.[källa från Wikidata]